# Wilhelm Paul Corssen

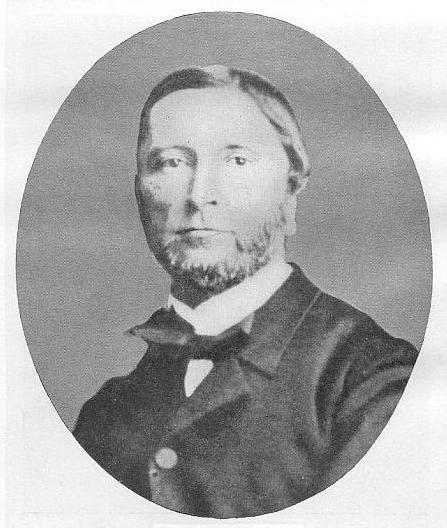
Wilhelm Paul Corssen

Wilhelm Paul Corssen, auch Corßen (* 20. Januar 1820 in Bremen; † 18. Juni 1875 in Groß-Lichterfelde) war ein deutscher Klassischer Philologe, Sprach- und Altertumsforscher.

## Leben
Corssen wurde in Bremen als Sohn eines Kaufmanns geboren, der sich später im Königreich Preußen niederließ. Von seinem 14. Lebensjahr an besuchte er das Joachimsthalsche Gymnasium in Berlin, das unter der Leitung des renommierten Altphilologen August Meineke stand. Von 1840 bis 1844 studierte er in Berlin bei August Böckh und Karl Lachmann und war in der Studentenverbindung Corps Marchia Berlin aktiv. Nach Abschluss des Studiums arbeitete er ab 1846 als Lehrer für Latein und Geschichte an der Landesschule Pforta. Dort waren u. a. Friedrich Nietzsche, der ihn in Götzen-Dämmerung oder Wie man mit dem Hammer philosophirt (1889) lobend erwähnt, und Ulrich von Wilamowitz-Moellendorff, der ihm in seinen Erinnerungen 1848–1914 (1928) ebenfalls große Hochachtung zollt, seine Schüler. Infolge seiner zunehmenden Alkoholabhängigkeit zog Corssen 1866 zu seinem Bruder nach Berlin, wo er sich ausschließlich wissenschaftlichen Veröffentlichungen widmete. Corssens Hauptaugenmerk lag auf den italischen Sprachen, wobei er die vergleichende Methode vorantrieb. Schon seine ersten Arbeiten Origines poesis romanae (1844) und Über Aussprache, Vokalismus und Betonung der lateinischen Sprache (1858–59) wurden von der philosophischen Fakultät in Berlin mit Preisen belohnt. Seine umfangreiche Studie über die etruskische Sprache erwies sich hingegen als sehr spekulativ und erfuhr eine scharfe wissenschaftliche Abfuhr.
Corssen steuerte zudem viele Beiträge über frühitalienische Dialekte zu Adalbert Kuhns Zeitschrift für vergleichende Sprachforschung bei und schrieb Abhandlungen zur Archäologie und zur Geschichte der Landesschule Pforta.

## Werke
- De volscorum lingua (1858)
- Kritische Beiträge zur lateinischen Formenlehre (1863)
- Kritische Nachträge zur lateinischen Formenlehre (1866)
- Alterthümer und Kunstdenkmale des Cistercienserklosters St. Marien und der Landesschule zur Pforte (1868)
- Über die Sprache der Etrusker, 2 Bde. (1874–75)
- Beiträge zur italienischen Sprachkunde (1878, Herausgeber: Hugo Weber)